# Буран 2.03
Изделие 2.03, Буран 2.03 (серийный номер 11Ф35 К5) — пятый лётный экземпляр орбитального корабля, создававшийся в рамках советской космической программы «Буран». Строительство было не завершено по причине недостаточного финансирования и закрытия программы Многоразовой транспортно-космической системы в 1993 году. Задел корабля был уничтожен в цехах Тушинского машиностроительного завода к 1995 году.